# Cristiane de Morais Smith Lehner
Cristiane de Morais Smith Lehner là nhà vật lý lý thuyết và nhà nghiên cứu người Brazil tại Viện Vật lý lý thuyết tại Đại học Utrecht nghiên cứu vật lý vật chất ngưng tụ, nguyên tử lạnh và các hệ thống tương quan mạnh.
Morais Smith đã là tác giả hoặc đồng tác giả của hơn 100 bài báo học thuật, bao gồm các bài báo trong Truyền thông Tự nhiên, Đánh giá Vật lý và Đánh giá Vật lý B, trong đó một số bài viết của cô đã được công nhận là Lựa chọn của Biên tập viên và Điểm nổi bật về Khoa học. Tính đến tháng 4 năm 2019, tác phẩm của cô đã có được hơn 2600 trích dẫn.
Ngoài ra, Morais Smith còn là biên tập viên của Tạp chí Vật lý B Châu Âu, tập trung vào Vật chất ngưng tụ và Hệ thống phức tạp 

## Giáo dục
Morais Smith có được bằng vật lý B.Sc. từ Đại học Campinas năm 1985, tiếp tục hoàn thành bằng thạc sĩ với danh hiệu cao nhất vào năm 1989 mang tên The Effect of the Initial Preparation to Describe the Dynamics of a Quantum Brownian Particle, dưới sự tư vấn của Amir Caldeira. Cô tiếp tục cùng Caldeira hoàn thành bằng tiến sĩ vào năm 1994, cũng tại Đại học Campinas với tựa đề Quantum and Classical Creep of Vortices Intrinsically Pinned in High-Temperature Superconductors. Phần lớn công việc cho Tiến sĩ của cô đã được hoàn thành tại ETH Zurich, nơi cô làm việc với Gianni Blatter.